# Viola striatella
Viola striatella H.Boissieu – gatunek roślin z rodziny fiołkowatych (Violaceae). Występuje endemicznie w Chinach – w prowincjach Anhui, Gansu, Hubei, Hunan, Shaanxi i Syczuan. 

## Morfologia
PokrójBylina dorastająca do 5–7 cm wysokości, tworzy kłącza.
LiścieBlaszka liściowa ma owalny lub okrągławy kształt. Mierzy 1–1,5 cm długości oraz 1–1,5 cm szerokości, jest karbowana na brzegu, ma sercowatą nasadę i tępy wierzchołek. Ogonek liściowy jest nagi i ma 4–6 cm długości. Przylistki są owalnie lancetowate.
KwiatyPojedyncze, wyrastające z kątów pędów. Mają działki kielicha o równowąsko lancetowatym kształcie i dorastające do 3 mm długości. Płatki są odwrotnie jajowate, mają barwę od białej do purpurowej oraz 7–8 mm długości, dolny płatek jest odwrotnie jajowaty, mierzy 8-9 mm długości, posiada obłą ostrogę o długości 2-3 mm.
OwoceTorebki mierzące 2 mm długości, o jajowatym kształcie.

## Biologia i ekologia
Rośnie na łąkach, skarpach i terenach skalistych. Występuje na wysokości od 1200 do 3400 m n.p.m.